# A Dél-afrikai Köztársaság a 2004. évi nyári olimpiai játékokon
A Dél-afrikai Köztársaság a görögországi Athénban megrendezett 2004. évi nyári olimpiai játékok egyik részt vevő nemzete volt. Az országot az olimpián 20 sportágban 106 sportoló képviselte, akik összesen 6 érmet szereztek.

## Érmesek
| Érem  | Versenyző                                                  | Sportág  | Versenyszám                    |
| ----- | ---------------------------------------------------------- | -------- | ------------------------------ |
| Arany | Lyndon Ferns Ryk Neethling Roland Schoeman Darian Townsend | Úszás    | Férfi 4 × 100 m gyorsváltó     |
| Ezüst | Mbulaeni Mulaudzi                                          | Atlétika | Férfi 800 m                    |
| Ezüst | Hestrie Cloete                                             | Atlétika | Női magasugrás                 |
| Ezüst | Roland Schoeman                                            | Úszás    | Férfi 100 m gyors              |
| Bronz | Donovan Cech Ramon di Clemente                             | Evezés   | Férfi kormányos nélküli kettes |
| Bronz | Roland Schoeman                                            | Úszás    | Férfi 50 m gyors               |

## Atlétika
Férfi
| Versenyző                                                            | Versenyszám     | Előfutam      | Előfutam      | Előfutam      | Negyeddöntő | Negyeddöntő | Negyeddöntő | Elődöntő | Elődöntő | Elődöntő | Döntő         | Döntő         |
| Versenyző                                                            | Versenyszám     | Idő           | Hely.         | Össz.         | Idő         | Hely.       | Össz.       | Idő      | Hely.    | Össz.    | Idő           | Helyezés      |
| -------------------------------------------------------------------- | --------------- | ------------- | ------------- | ------------- | ----------- | ----------- | ----------- | -------- | -------- | -------- | ------------- | ------------- |
| Leigh Julius                                                         | 200 m           | 20,80         | 6.            | 32.           | kiesett     | kiesett     | kiesett     | kiesett  | kiesett  | kiesett  | kiesett       | kiesett       |
| Marcus la Grange                                                     | 400 m           | 45,95         | 3.            | 26.           |             |             |             | kiesett  | kiesett  | kiesett  | kiesett       | kiesett       |
| Mbulaeni Mulaudzi                                                    | 800 m           | 1:45,72       | 1.            | 10.*          |             |             |             | 1:46,09  | 2.       | 11.      | 1:44,61       |               |
| Hezekiél Sepeng                                                      | 800 m           | 1:46,82       | 2.            | 33.           |             |             |             | 1:44,75  | 4.       | 5.       | 1:45,53       | 6.            |
| Johan Cronje                                                         | 1500 m          | 3:40,99       | 8.            | 23.           |             |             |             | 3:44,41  | 11.      | 21.      | kiesett       | kiesett       |
| Shaun Bownes                                                         | 110 m gát       | 13,52         | 6.            | 24.           | 13,62       | 6.          | 22.         | kiesett  | kiesett  | kiesett  | kiesett       | kiesett       |
| Ockert Cilliers                                                      | 400 m gát       | 49,12         | 3.            | 16.           |             |             |             | 49,01    | 6.       | 16.      | kiesett       | kiesett       |
| Llewellyn Herbert                                                    | 400 m gát       | 48,70         | 4.            | 8.            |             |             |             | 48,57    | 5.       | 12.      | kiesett       | kiesett       |
| Alwyn Myburgh                                                        | 400 m gát       | 48,84         | 2.            | 11.           |             |             |             | 48,21    | 3.       | 6.       | 49,07         | 7.            |
| Ruben Ramolefi                                                       | 3000 m akadály  | 8:46,17       | 13.           | 34.           |             |             |             |          |          |          | kiesett       | kiesett       |
| Hendrick Ramaala                                                     | Maraton         |               |               |               |             |             |             |          |          |          | nem ért célba | nem ért célba |
| Ian Syster                                                           | Maraton         |               |               |               |             |             |             |          |          |          | nem ért célba | nem ért célba |
| Gatatso Thys                                                         | Maraton         |               |               |               |             |             |             |          |          |          | 2:16:08       | 16.           |
| Marcus la Grange Hendrik Mokganyetsi Ockert Cilliers Arnaud Malherbe | 4 × 400 m váltó | nem ért célba | nem ért célba | nem ért célba |             |             |             |          |          |          | kiesett       | kiesett       |

| Versenyző              | Versenyszám   | Selejtező | Selejtező | Döntő    | Döntő    |
| Versenyző              | Versenyszám   | Eredmény  | Helyezés  | Eredmény | Helyezés |
| ---------------------- | ------------- | --------- | --------- | -------- | -------- |
| Jacques Freitag        | Magasugrás    | 220 cm    | 20.***    | kiesett  | kiesett  |
| Okkert Brits           | Rúdugrás      | 560 cm    | 19.       | kiesett  | kiesett  |
| Godfrey Khotso Mokoena | Hármasugrás   | 16,32 m   | 29.       | kiesett  | kiesett  |
| Burger Lambrechts      | Súlylökés     | 18,67 m   | 34.       | kiesett  | kiesett  |
| Janus Robberts         | Súlylökés     | 19,41 m   | 21.       | kiesett  | kiesett  |
| Hannes Hopley          | Diszkoszvetés | 63,89 m   | 4.        | 62,58 m  | 8.       |
| Frantz Kruger          | Diszkoszvetés | 62,32 m   | 9.        | 64,34 m  | 5.       |
| Gerhardus Pienaar      | Gerelyhajítás | 79,95 m   | 14.       | kiesett  | kiesett  |

Női
| Versenyző        | Versenyszám     | Előfutam | Előfutam | Előfutam | Negyeddöntő | Negyeddöntő | Negyeddöntő | Elődöntő | Elődöntő | Elődöntő | Döntő   | Döntő    |
| Versenyző        | Versenyszám     | Idő      | Hely.    | Össz.    | Idő         | Hely.       | Össz.       | Idő      | Hely.    | Össz.    | Idő     | Helyezés |
| ---------------- | --------------- | -------- | -------- | -------- | ----------- | ----------- | ----------- | -------- | -------- | -------- | ------- | -------- |
| Geraldine Pillay | 100 m           | 11,44    | 3.       | 32.*     | kiesett     | kiesett     | kiesett     | kiesett  | kiesett  | kiesett  | kiesett | kiesett  |
| Heide Seÿerling  | 200 m           | 22,66    | 5.       | 37.      | kiesett     | kiesett     | kiesett     | kiesett  | kiesett  | kiesett  | kiesett | kiesett  |
| Estie Wittstock  | 400 m           | 51,89    | 4.       | 22.      |             |             |             | 51,77    | 6.       | 18.      | kiesett | kiesett  |
| Surita Febbraio  | 400 m gát       | 56,49    | 6.       | 26.*     |             |             |             | kiesett  | kiesett  | kiesett  | kiesett | kiesett  |
| Nicoleen Cronje  | 20 km gyaloglás |          |          |          |             |             |             |          |          |          | 1:42:37 | 47.      |

| Versenyző       | Versenyszám   | Selejtező | Selejtező | Döntő    | Döntő    |
| Versenyző       | Versenyszám   | Eredmény  | Helyezés  | Eredmény | Helyezés |
| --------------- | ------------- | --------- | --------- | -------- | -------- |
| Hestrie Cloete  | Magasugrás    | 195 cm    | 1.**      | 202 cm   |          |
| Elizna Naudé    | Diszkoszvetés | 58,74 m   | 20.       | kiesett  | kiesett  |
| Sunette Viljoen | Gerelyhajítás | 54,45 m   | 35.       | kiesett  | kiesett  |

| Versenyző      | Versenyszám | 100 m gát | 100 m gát | Magasugrás | Magasugrás | Súlylökés | Súlylökés | 200 m | 200 m | Távolugrás | Távolugrás | Gerelyhajítás | Gerelyhajítás | 800 m   | 800 m | Végeredmény | Végeredmény |
| Versenyző      | Versenyszám | Idő       | Pont      | Eredmény   | Pont       | Eredmény  | Pont      | Idő   | Pont  | Eredmény   | Pont       | Eredmény      | Pont          | Idő     | Pont  | Pont        | Helyezés    |
| -------------- | ----------- | --------- | --------- | ---------- | ---------- | --------- | --------- | ----- | ----- | ---------- | ---------- | ------------- | ------------- | ------- | ----- | ----------- | ----------- |
| Janice Josephs | Hétpróba    | 13,69     | 1023      | 170 cm     | 855        | 12,48 m   | 693       | 23,37 | 1042  | 621 cm     | 915        | 41,80 m       | 702           | 2:18,47 | 844   | 6074        | 19.         |

* - egy másik versenyzővel azonos időt ért el

** - két másik versenyzővel azonos eredményt ért el

*** - három másik versenyzővel azonos eredményt ért el

## Birkózás

### Férfi
Szabadfogású
| Versenyző      | Versenyszám | Csoportkör                                                           | Csoportkör | Negyeddöntő       | Elődöntő          | Bronz- mérkőzés   | Döntő             | Helyezés |
| Versenyző      | Versenyszám | Ellenfél Eredmény                                                    | Hely.      | Ellenfél Eredmény | Ellenfél Eredmény | Ellenfél Eredmény | Ellenfél Eredmény | Helyezés |
| -------------- | ----------- | -------------------------------------------------------------------- | ---------- | ----------------- | ----------------- | ----------------- | ----------------- | -------- |
| Shaun Williams | 55 kg       | B csoport · Li Cseng-jü (CHN) · 4-5 · Radoszlav Velikov (BUL) · 2-13 | 3.         | kiesett           | kiesett           | kiesett           | kiesett           | 17.      |

## Cselgáncs
Női
| Versenyző        | Versenyszám | Selejtező         | Nyolcaddöntő                   | Negyeddöntő       | Elődöntő          | Vigaszág első kör | Vigaszág negyeddöntő | Vigaszág elődöntő | Bronz- mérkőzés   | Döntő             | Helyezés    |
| Versenyző        | Versenyszám | Ellenfél Eredmény | Ellenfél Eredmény              | Ellenfél Eredmény | Ellenfél Eredmény | Ellenfél Eredmény | Ellenfél Eredmény    | Ellenfél Eredmény | Ellenfél Eredmény | Ellenfél Eredmény | Helyezés    |
| ---------------- | ----------- | ----------------- | ------------------------------ | ----------------- | ----------------- | ----------------- | -------------------- | ----------------- | ----------------- | ----------------- | ----------- |
| Henriëtte Möller | Váltósúly   |                   | Hong Okszong (PRK) · 0000-1000 | kiesett           | kiesett           |                   |                      |                   |                   |                   | helyezetlen |

## Evezés
Férfi
| Versenyző                      | Versenyszám              | Előfutam | Előfutam | Vigaszág | Vigaszág | Elődöntő | Elődöntő | Elődöntő | Döntő | Döntő   | Döntő | Helyezés |
| Versenyző                      | Versenyszám              | Idő      | Hely.    | Idő      | Hely.    | Típus    | Idő      | Hely.    | Típus | Idő     | Hely. | Helyezés |
| ------------------------------ | ------------------------ | -------- | -------- | -------- | -------- | -------- | -------- | -------- | ----- | ------- | ----- | -------- |
| Donovan Cech Ramon di Clemente | Kormányos nélküli kettes | 6:57,06  | 1.       |          |          | A/B      | 6:28,48  | 3.       | A     | 6:33,40 | 3.    |          |

## Gyeplabda

### Férfi
| #               | Név                 |         |         |         |         |         |         |         |
| Kapusok         | Kapusok             | Kapusok | Kapusok | Kapusok | Kapusok | Kapusok | Kapusok | Kapusok |
| --------------- | ------------------- | ------- | ------- | ------- | ------- | ------- | ------- | ------- |
| 1               | David Staniforth    |         |         |         |         |         |         |         |
| 19              | Chris Hibbert       |         |         |         |         |         |         |         |
| Mezőnyjátékosok |                     |         |         |         |         |         |         |         |
| 4               | Craig Jackson (CSK) |         |         |         |         |         |         |         |
| 5               | Craig Fulton        |         |         |         |         |         |         |         |
| 6               | Bruce Jacobs        |         |         |         |         |         |         |         |
| 7               | Gregg Clark         |         |         |         |         |         |         |         |
| 8               | Iain Evans          |         |         |         |         |         |         |         |
| 9               | Emile Smith         |         |         |         |         |         |         |         |
| 10              | Jody Paul           |         |         |         |         |         |         |         |
| 13              | Steven Evans        |         |         |         |         |         |         |         |
| 14              | Eric Rose-Innes     |         |         |         |         |         |         |         |
| 18              | Wayne Denne         |         |         |         |         |         |         |         |
| 20              | Ian Symons          |         |         |         |         |         |         |         |
| 25              | Ryan Ravenscroft    |         |         |         |         |         |         |         |
| 26              | Denzil Dolley       |         |         |         |         |         |         |         |
| 28              | Greg Nicol          |         |         |         |         |         |         |         |
| Tartalékok      |                     |         |         |         |         |         |         |         |
| Vezetőedző      |                     |         |         |         |         |         |         |         |
|                 | Paul Revington      |         |         |         |         |         |         |         |

#### Eredmények
Csoportkör
B csoport
| Csapat                        | M | Gy | D | V | G+ | G– | Gk | P  |
| ----------------------------- | - | -- | - | - | -- | -- | -- | -- |
| Hollandia (NED)               | 5 | 5  | 0 | 0 | 16 | 9  | +7 | 15 |
| Ausztrália (AUS)              | 5 | 3  | 1 | 1 | 14 | 10 | +4 | 10 |
| Új-Zéland (NZL)               | 5 | 3  | 0 | 2 | 13 | 11 | +2 | 9  |
| India (IND)                   | 5 | 1  | 1 | 3 | 11 | 13 | –2 | 4  |
| Dél-afrikai Köztársaság (RSA) | 5 | 1  | 0 | 4 | 9  | 15 | –6 | 3  |
| Argentína (ARG)               | 5 | 0  | 2 | 3 | 8  | 13 | –5 | 2  |

| 2004. augusztus 15. 10:30 | Argentína (ARG) | 1–2        | Dél-afrikai Köztársaság (RSA) | Játékvezetők: Xavier Adell (ESP), David Gentles (AUS) |
| 2004. augusztus 15. 10:30 | Almada 10'      | (1–0)      | Nicol 38', 41'                | Játékvezetők: Xavier Adell (ESP), David Gentles (AUS) |
| 2004. augusztus 15. 10:30 | Caldas 63'      | Büntetések | I.Evans 13'                   | Játékvezetők: Xavier Adell (ESP), David Gentles (AUS) |

| 2004. augusztus 17. 18:00 | Dél-afrikai Köztársaság (RSA) | 2–4        | India (IND)                                                              | Játékvezetők: Ray O’Connor (IRL), David Leiper (GBR) |
| 2004. augusztus 17. 18:00 | Nicol 7' · Fulton 12'         | (2–1)      | D. Pillai 27' · Szingh Dhijon 41' · Kumár Tirkej 69' · Adzsit Szingh 70' | Játékvezetők: Ray O’Connor (IRL), David Leiper (GBR) |
| 2004. augusztus 17. 18:00 | Smith 50' Ravenscroft 60'     | Büntetések |                                                                          | Játékvezetők: Ray O’Connor (IRL), David Leiper (GBR) |

| 2004. augusztus 19. 8:30 | Hollandia (NED)                          | 3–2        | Dél-afrikai Köztársaság (RSA) | Játékvezetők: Jason McCracken (NZL), Han Jin-Soo (KOR) |
| 2004. augusztus 19. 8:30 | Derikx 29' · de Nooijer 49' · Klaver 69' | (1–2)      | S. Evans 17' · Symons 23'     | Játékvezetők: Jason McCracken (NZL), Han Jin-Soo (KOR) |
| 2004. augusztus 19. 8:30 | Evers 26' Eikelboom 33' M. Brouwer 33'   | Büntetések |                               | Játékvezetők: Jason McCracken (NZL), Han Jin-Soo (KOR) |

| 2004. augusztus 21. 18:00 | Dél-afrikai Köztársaság (RSA) | 2–3        | Ausztrália (AUS)                         | Játékvezetők: Henrik Ehlers (DEN), Satinder Kumar (IND) |
| 2004. augusztus 21. 18:00 | Nicol 4' · Smith 29'          | (2–2)      | Brooks 17' · Eglington 19' · Brennan 47' | Játékvezetők: Henrik Ehlers (DEN), Satinder Kumar (IND) |
| 2004. augusztus 21. 18:00 | S. Evans 13' I. Evans 30' 40' | Büntetések | Dwyer 24' Wells 54'                      | Játékvezetők: Henrik Ehlers (DEN), Satinder Kumar (IND) |

| 2004. augusztus 23. 8:30 | Új-Zéland (NZL)                          | 4–1        | Dél-afrikai Köztársaság (RSA) | Játékvezetők: Christian Blasch (GER), Sumesh Putra (CAN) |
| 2004. augusztus 23. 8:30 | Kosoof 15' · Shaw 38', 46' · Burrows 70' | (1–1)      | Smith 28'                     | Játékvezetők: Christian Blasch (GER), Sumesh Putra (CAN) |
| 2004. augusztus 23. 8:30 | Shaw 47'                                 | Büntetések | Fulton 34' Clark 42'          | Játékvezetők: Christian Blasch (GER), Sumesh Putra (CAN) |

A 9–12. helyért
| 2004. augusztus 25. 8:30 | Dél-afrikai Köztársaság (RSA)              | 5–1        | Egyiptom (EGY)    | Játékvezetők: Pedro Teixeira (POR), Satinder Kumar (IND) |
| 2004. augusztus 25. 8:30 | Nicol 2', 54', 67' · Fulton 7' · Smith 50' | (2–1)      | Ahmed 17'         | Játékvezetők: Pedro Teixeira (POR), Satinder Kumar (IND) |
| 2004. augusztus 25. 8:30 | I. Evans 12' 33' Staniforth 17' Denne 25'  | Büntetések | Ahmed Ibrahim 27' | Játékvezetők: Pedro Teixeira (POR), Satinder Kumar (IND) |

A 9. helyért
| 2004. augusztus 27. 11:30 | Dél-afrikai Köztársaság (RSA)   | 1–1 (h. u.) | Nagy-Britannia (GBR)            | Játékvezetők: David Gentles (AUS), Amarjit Singh (MAS) |
| 2004. augusztus 27. 11:30 | Nicol 45'                       | (0–0, 1–1)  | Fordham 43'                     | Játékvezetők: David Gentles (AUS), Amarjit Singh (MAS) |
| 2004. augusztus 27. 11:30 | Innes 38'                       | Büntetések  | Middleton 26' Moodie 63'        | Játékvezetők: David Gentles (AUS), Amarjit Singh (MAS) |
| 2004. augusztus 27. 11:30 | Büntetőpárbaj:                  |             |                                 | Játékvezetők: David Gentles (AUS), Amarjit Singh (MAS) |
| 2004. augusztus 27. 11:30 | Symons Clark Nicol Denne Fulton | 3–4         | Hawes Moodie Stott Garrard Hall | Játékvezetők: David Gentles (AUS), Amarjit Singh (MAS) |

| Csapat                        | Helyezés |
| ----------------------------- | -------- |
| Dél-afrikai Köztársaság (RSA) | 10.      |

### Női
| #               | Név                  |         |         |         |         |         |         |         |
| Kapusok         | Kapusok              | Kapusok | Kapusok | Kapusok | Kapusok | Kapusok | Kapusok | Kapusok |
| --------------- | -------------------- | ------- | ------- | ------- | ------- | ------- | ------- | ------- |
| 1               | Caroline Birt        |         |         |         |         |         |         |         |
| 32              | Grazjyna Engelbrecht |         |         |         |         |         |         |         |
| Mezőnyjátékosok |                      |         |         |         |         |         |         |         |
| 3               | Kate Hector          |         |         |         |         |         |         |         |
| 6               | Anli Kotze           |         |         |         |         |         |         |         |
| 7               | Natalie Fulton       |         |         |         |         |         |         |         |
| 8               | Marsha Marescia      |         |         |         |         |         |         |         |
| 10              | Johke Koornhof       |         |         |         |         |         |         |         |
| 12              | Lindsey Carlisle     |         |         |         |         |         |         |         |
| 14              | Kerry Bee            |         |         |         |         |         |         |         |
| 15              | Pietie Coetzee       |         |         |         |         |         |         |         |
| 16              | Jenny Wilson         |         |         |         |         |         |         |         |
| 24              | Fiona Butler         |         |         |         |         |         |         |         |
| 25              | Liesel Dorothy       |         |         |         |         |         |         |         |
| 28              | Tsoanelo Pholo       |         |         |         |         |         |         |         |
| 30              | Sharné Wehmeyer      |         |         |         |         |         |         |         |
| 31              | Susan Webber (CSK)   |         |         |         |         |         |         |         |
| Tartalékok      |                      |         |         |         |         |         |         |         |
| Vezetőedző      |                      |         |         |         |         |         |         |         |
|                 | Ros Howell           |         |         |         |         |         |         |         |

#### Eredmények
Csoportkör
B csoport
| Csapat                        | M | Gy | D | V | G+ | G– | Gk | P  |
| ----------------------------- | - | -- | - | - | -- | -- | -- | -- |
| Hollandia (NED)               | 4 | 4  | 0 | 0 | 14 | 5  | +9 | 12 |
| Németország (GER)             | 4 | 2  | 0 | 2 | 6  | 10 | –4 | 6  |
| Dél-Korea (KOR)               | 4 | 1  | 1 | 2 | 9  | 8  | +1 | 4  |
| Ausztrália (AUS)              | 4 | 1  | 1 | 2 | 6  | 5  | +1 | 4  |
| Dél-afrikai Köztársaság (RSA) | 4 | 1  | 0 | 3 | 5  | 12 | –7 | 3  |

| 2004. augusztus 14. 8:40 | Hollandia (NED)                                                              | 6–2        | Dél-afrikai Köztársaság (RSA) | Játékvezetők: Lyn Farrell (NZL), Gina Spitaleri (ITA) |
| 2004. augusztus 14. 8:40 | Donners 6', 19', 37' · Boomgaardt 15' · Moreira de Melo 23' · Scheepstra 25' | (5–1)      | Wilson 7', 53'                | Játékvezetők: Lyn Farrell (NZL), Gina Spitaleri (ITA) |
| 2004. augusztus 14. 8:40 | Donners 8' Scheepstra 55'                                                    | Büntetések |                               | Játékvezetők: Lyn Farrell (NZL), Gina Spitaleri (ITA) |

| 2004. augusztus 16. 10:30 | Dél-afrikai Köztársaság (RSA) | 0–3        | Ausztrália (AUS)                          | Játékvezetők: Sarah Garnet (NZL), Ute Conen (GER) |
| 2004. augusztus 16. 10:30 |                               | (0–2)      | Towers 28' · Faulkner 34' · Gallagher 59' | Játékvezetők: Sarah Garnet (NZL), Ute Conen (GER) |
| 2004. augusztus 16. 10:30 | Koornhof 24'                  | Büntetések |                                           | Játékvezetők: Sarah Garnet (NZL), Ute Conen (GER) |

| 2004. augusztus 18. 18:00 | Dél-afrikai Köztársaság (RSA) | 0–3        | Dél-Korea (KOR)                                | Játékvezetők: Jean Ducncan (GBR), Renee Cohen (NED) |
| 2004. augusztus 18. 18:00 |                               | (0–2)      | Ko Kvangmin 17' · I Szonok 35' · Kim Junmi 46' | Játékvezetők: Jean Ducncan (GBR), Renee Cohen (NED) |
| 2004. augusztus 18. 18:00 | Bee 32' Wehmeyer 49'          | Büntetések | Kim Dzsonga 51' Kim Dzsingjong 59'             | Játékvezetők: Jean Ducncan (GBR), Renee Cohen (NED) |

| 2004. augusztus 20. 18:00 | Németország (GER)               | 0–3        | Dél-afrikai Köztársaság (RSA)          | Játékvezetők: Lyn Farrell (NZL), Sarah Garnet (NZL) |
| 2004. augusztus 20. 18:00 |                                 | (0–1)      | Wehmeyer 4' · Coetzee 45' · Wilson 56' | Játékvezetők: Lyn Farrell (NZL), Sarah Garnet (NZL) |
| 2004. augusztus 20. 18:00 | Keller 16' Kühn 19' Lehmann 54' | Büntetések | Wehmeyer 26'                           | Játékvezetők: Lyn Farrell (NZL), Sarah Garnet (NZL) |

A 9. helyért
| 2004. augusztus 26. 9:00 | Spanyolország (ESP)                      | 3–4 (h. u.) | Dél-afrikai Köztársaság (RSA)                        | Játékvezetők: Lyn Farrell (NZL), Minka Woolley (AUS) |
| 2004. augusztus 26. 9:00 | Ybarra 23' · Mar Feito 49' · Termens 60' | (1–2, 3–3)  | Coetzee 28' · Pholo 33' · Wilson 60', 73' (aranygól) | Játékvezetők: Lyn Farrell (NZL), Minka Woolley (AUS) |
| 2004. augusztus 26. 9:00 | Raquel Pérez 15' Muñoz 42' Mar Feito 48' | Büntetések  | Wilson 26'                                           | Játékvezetők: Lyn Farrell (NZL), Minka Woolley (AUS) |

| Csapat                        | Helyezés |
| ----------------------------- | -------- |
| Dél-afrikai Köztársaság (RSA) | 9.       |

## Íjászat
Női
| Versenyző     | Versenyszám | Selejtező | Selejtező | 64-es főtábla                        | 32-es főtábla                          | Nyolcaddöntő                 | Negyeddöntő       | Elődöntő          | Döntő             | Helyezés |
| Versenyző     | Versenyszám | Pont      | Kiemelt   | Ellenfél Eredmény                    | Ellenfél Eredmény                      | Ellenfél Eredmény            | Ellenfél Eredmény | Ellenfél Eredmény | Ellenfél Eredmény | Helyezés |
| ------------- | ----------- | --------- | --------- | ------------------------------------ | -------------------------------------- | ---------------------------- | ----------------- | ----------------- | ----------------- | -------- |
| Kirstin Lewis | Egyéni      | 606       | 52.       | Dola Bonerdzsi (IND) (13.) · 141-131 | Szumangala Sarma (IND) (20.) · 157-153 | Ho Jing (CHN) (4.) · 142-156 | kiesett           | kiesett           | kiesett           | 16.      |

## Kajak-kenu

### Síkvízi
Férfi
| Versenyző       | Versenyszám        | Előfutam | Előfutam | Előfutam | Elődöntő | Elődöntő | Elődöntő | Döntő   | Döntő    |
| Versenyző       | Versenyszám        | Idő      | Hely.    | Össz.    | Idő      | Hely.    | Össz.    | Idő     | Helyezés |
| --------------- | ------------------ | -------- | -------- | -------- | -------- | -------- | -------- | ------- | -------- |
| Alan van Coller | Kajak egyes 500 m  | 1:40,089 | 1.       | 13.      | 1:41,131 | 4.       | 16.      | kiesett | kiesett  |
| Alan van Coller | Kajak egyes 1000 m | 3:32,516 | 6.       | 12.      | 3:32,893 | 5.       | 10.      | kiesett | kiesett  |

## Kerékpározás

### Országúti kerékpározás
Férfi
| Versenyző        | Versenyszám   | Idő              | Helyezés         |
| ---------------- | ------------- | ---------------- | ---------------- |
| Ryan Cox         | Mezőnyverseny | 5:50:35 (+8:51)  | 69.              |
| Tiaan Kannemeyer | Mezőnyverseny | nem ért célba    | nem ért célba    |
| Robert Hunter    | Mezőnyverseny | nem ért célba    | nem ért célba    |
| Robert Hunter    | Időfutam      | nem állt rajthoz | nem állt rajthoz |

Női
| Versenyző         | Versenyszám   | Idő              | Helyezés |
| ----------------- | ------------- | ---------------- | -------- |
| Anriette Schoeman | Mezőnyverseny | 3:40:43 (+16:19) | 55.      |

## Műugrás
Női
| Versenyző    | Versenyszám        | Selejtező | Selejtező | Elődöntő | Elődöntő | Döntő   | Döntő    |
| Versenyző    | Versenyszám        | Pont      | Helyezés  | Pont     | Helyezés | Pont    | Helyezés |
| ------------ | ------------------ | --------- | --------- | -------- | -------- | ------- | -------- |
| Jenna Dreyer | Egyéni műugrás     | 267,84    | 17.       | 464,43   | 17.      | kiesett | kiesett  |
| Jenna Dreyer | Egyéni toronyugrás | 186,90    | 34.       | kiesett  | kiesett  | kiesett | kiesett  |

## Ökölvívás
| Versenyző        | Versenyszám | Selejtező                     | Nyolcaddöntő      | Negyeddöntő       | Elődöntő          | Döntő             | Helyezés |
| Versenyző        | Versenyszám | Ellenfél Eredmény             | Ellenfél Eredmény | Ellenfél Eredmény | Ellenfél Eredmény | Ellenfél Eredmény | Helyezés |
| ---------------- | ----------- | ----------------------------- | ----------------- | ----------------- | ----------------- | ----------------- | -------- |
| Ludumo Galada    | Pehelysúly  | Şahin İmranov (AZE) · RSC     | kiesett           | kiesett           | kiesett           | kiesett           | 17.      |
| Bongani Mahlangu | Könnyűsúly  | Rövşən Hüseynov (AZE) · 14-22 | kiesett           | kiesett           | kiesett           | kiesett           | 17.      |
| Khotso Motau     | Középsúly   | Oleh Maskin (UKR) · 22-25     | kiesett           | kiesett           | kiesett           | kiesett           | 17.      |

RSC - a játékvezető megállította a mérkőzést

## Röplabda

### Strandröplabda

#### Férfi
| Versenyző                   | Csoportkör | Csoportkör | Nyolcaddöntő                                                     | Negyeddöntő       | Elődöntő          | Döntő             | Helyezés |
| Versenyző                   | Ellenfél Eredmény | Hely.      | Ellenfél Eredmény                                                | Ellenfél Eredmény | Ellenfél Eredmény | Ellenfél Eredmény | Helyezés |
| --------------------------- | --- | ---------- | ---------------------------------------------------------------- | ----------------- | ----------------- | ----------------- | -------- |
| Colin Pocock Gershon Rorich | F csoport · Görögország (GRE) · Pávlosz Beligrátisz · Athanásziosz Mihalópulosz · 21-16, 24-26, 15-10 · Argentína (ARG) · Mariano Baracetti · Martín Conde · 13-21, 15-21 · Portugália (POR) · João Brenha · Miguel Maia · 22-20, 22-20 | 2.         | Ausztrália (AUS) · Julien Prosser · Mark Williams · 14-21, 10-21 | kiesett           | kiesett           | kiesett           | 9.       |

#### Női
| Versenyző                      | Csoportkör | Csoportkör | Nyolcaddöntő      | Negyeddöntő       | Elődöntő          | Döntő             | Helyezés |
| Versenyző                      | Ellenfél Eredmény | Hely.      | Ellenfél Eredmény | Ellenfél Eredmény | Ellenfél Eredmény | Ellenfél Eredmény | Helyezés |
| ------------------------------ | --- | ---------- | ----------------- | ----------------- | ----------------- | ----------------- | -------- |
| Leigh-Ann Naidoo Julia Willand | B csoport · Brazília (BRA) · Shelda Bede · Adriana Behar · 7-21, 10-21 · Kuba (CUB) · Dalixia Fernandez · Tamara Larrea · 19-21, 16-21 · Olaszország (ITA) · Daniela Gattelli · Lucilla Perrotta · 18-21, 14-21 | 4.         | kiesett           | kiesett           | kiesett           | kiesett           | 19.      |

## Sportlövészet
Férfi
| Versenyző     | Versenyszám       | Selejtező | Selejtező | Döntő   | Döntő    |
| Versenyző     | Versenyszám       | Pont      | Helyezés  | Pont    | Helyezés |
| ------------- | ----------------- | --------- | --------- | ------- | -------- |
| Martin Senore | Sportpuska, fekvő | 588       | 39.       | kiesett | kiesett  |

## Taekwondo
Férfi
| Versenyző       | Versenyszám | Nyolcaddöntő                   | Negyeddöntő       | Elődöntő          | Vigaszág negyeddöntő | Vigaszág elődöntő | Bronz- mérkőzés   | Döntő             | Helyezés |
| Versenyző       | Versenyszám | Ellenfél Eredmény              | Ellenfél Eredmény | Ellenfél Eredmény | Ellenfél Eredmény    | Ellenfél Eredmény | Ellenfél Eredmény | Ellenfél Eredmény | Helyezés |
| --------------- | ----------- | ------------------------------ | ----------------- | ----------------- | -------------------- | ----------------- | ----------------- | ----------------- | -------- |
| Duncan Mahlangu | Pehelysúly  | Gabriel Sagastume (GUA) · 7-11 | kiesett           | kiesett           |                      |                   |                   |                   | 11.      |

## Tollaslabda
| Versenyző                      | Versenyszám  | 32-es főtábla                                                    | Nyolcaddöntő      | Negyeddöntő       | Elődöntő          | Bronz- mérkőzés   | Döntő             | Helyezés |
| Versenyző                      | Versenyszám  | Ellenfél Eredmény                                                | Ellenfél Eredmény | Ellenfél Eredmény | Ellenfél Eredmény | Ellenfél Eredmény | Ellenfél Eredmény | Helyezés |
| ------------------------------ | ------------ | ---------------------------------------------------------------- | ----------------- | ----------------- | ----------------- | ----------------- | ----------------- | -------- |
| Chris Dednam                   | Férfi egyes  | Boonsak Ponsana (THA) · 1-15, 0-15                               | kiesett           | kiesett           | kiesett           | kiesett           | kiesett           | 17.      |
| Michelle Edwards               | Női egyes    | Aparna Popat (IND) · 6-11, 3-11                                  | kiesett           | kiesett           | kiesett           | kiesett           | kiesett           | 17.      |
| Dorian James Stewart Carson    | Férfi páros  | Egyesült Államok (USA) · Howard Bach · Kevin Han · 4-15, 1-15    | kiesett           | kiesett           | kiesett           | kiesett           | kiesett           | 17.      |
| Michelle Edwards Chantal Botts | Női páros    | Németország (GER) · Nicole Grether · Juliane Schenk · 0-15, 0-15 | kiesett           | kiesett           | kiesett           | kiesett           | kiesett           | 17.      |
| Chris Dednam Antoinette Uys    | Vegyes páros | Tajvan (TPE) · Tsai Chia-Hsin · Cheng Wen-Hsing · 3-15, 9-15     | kiesett           | kiesett           | kiesett           | kiesett           | kiesett           | 17.      |

## Torna
Női
| Versenyző          | Versenyszám      | Selejtező | Selejtező | Döntő    | Döntő    |
| Versenyző          | Versenyszám      | Pontszám  | Helyezés  | Pontszám | Helyezés |
| ------------------ | ---------------- | --------- | --------- | -------- | -------- |
| Zandré Labuschagne | Talaj            | 7,525     | 83.       | kiesett  | kiesett  |
| Zandré Labuschagne | Ugrás            | 9,012     |           | kiesett  | kiesett  |
| Zandré Labuschagne | Felemás korlát   | 8,312     | 77.       | kiesett  | kiesett  |
| Zandré Labuschagne | Gerenda          | 8,075     | 76.       | kiesett  | kiesett  |
| Zandré Labuschagne | Egyéni összetett | 32,924    | 60.       | kiesett  | kiesett  |

### Ritmikus gimnasztika
| Versenyző         | Versenyszám | Selejtező | Selejtező | Selejtező | Selejtező | Selejtező | Selejtező | Selejtező | Selejtező | Selejtező | Selejtező | Döntő   | Döntő   | Döntő   | Döntő   | Döntő    | Döntő    | Döntő   | Döntő   | Döntő    | Döntő    | Helyezés |
| Versenyző         | Versenyszám | Karika    | Karika    | Labda     | Labda     | Buzogány  | Buzogány  | Szalag    | Szalag    | Összesen  | Összesen  | Karika  | Karika  | Labda   | Labda   | Buzogány | Buzogány | Szalag  | Szalag  | Összesen | Összesen | Helyezés |
| Versenyző         | Versenyszám | Pont      | Hely.     | Pont      | Hely.     | Pont      | Hely.     | Pont      | Hely.     | Pont      | Hely.     | Pont    | Hely.   | Pont    | Hely.   | Pont     | Hely.    | Pont    | Hely.   | Pont     | Hely.    | Helyezés |
| ----------------- | ----------- | --------- | --------- | --------- | --------- | --------- | --------- | --------- | --------- | --------- | --------- | ------- | ------- | ------- | ------- | -------- | -------- | ------- | ------- | -------- | -------- | -------- |
| Stephanie Sandler | Egyéni      | 18,550    | 23.       | 18,525    | 24.       | 19,100    | 22.       | 17,100    | 22.       | 73,275    | 22.       | kiesett | kiesett | kiesett | kiesett | kiesett  | kiesett  | kiesett | kiesett | kiesett  | kiesett  | 22.      |

## Triatlon
| Versenyző     | Versenyszám | 1,5 km úszás | 1,5 km úszás | 40 km kerékpározás | 40 km kerékpározás | 10 km futás      | 10 km futás      | Összesítés    | Összesítés    |
| Versenyző     | Versenyszám | Idő          | Hely.        | Idő                | Hely.              | Idő              | Hely.            | Idő           | Helyezés      |
| ------------- | ----------- | ------------ | ------------ | ------------------ | ------------------ | ---------------- | ---------------- | ------------- | ------------- |
| Conrad Stoltz | Férfi       | 19:35        | 49.          | nem teljesítette   | nem teljesítette   | nem teljesítette | nem teljesítette | nem ért célba | nem ért célba |
| Megan Hall    | Női         | 19:39        | 15.          | 1:16:07            | 37.                | 39:53            | 35.              | 2:16:26,53    | 36.           |

## Úszás
Férfi
| Versenyző                                                      | Versenyszám            | Előfutam | Előfutam | Előfutam | Elődöntő | Elődöntő | Elődöntő | Döntő   | Döntő    |
| Versenyző                                                      | Versenyszám            | Idő      | Hely.    | Össz.    | Idő      | Hely.    | Össz.    | Idő     | Helyezés |
| -------------------------------------------------------------- | ---------------------- | -------- | -------- | -------- | -------- | -------- | -------- | ------- | -------- |
| Lyndon Ferns                                                   | 50 m gyors             | 22,53    | 6.       | 16.      | 22,46    | 7.       | 14.      | kiesett | kiesett  |
| Roland Schoeman                                                | 50 m gyors             | 22,41    | 3.*      | 8.*      | 21,99    | 1.       | 1.       | 22,02   |          |
| Roland Schoeman                                                | 100 m gyors            | 49,68    | 4.       | 13.      | 48,39    | 1.       | 1.       | 48,23   |          |
| Ryk Neethling                                                  | 100 m gyors            | 48,85    | 2.       | 2.*      | 49,18    | 5.       | 7.       | 48,63   | 4.       |
| Gerhard Zandberg                                               | 100 m hát              | 55,62    | 4.       | 12.      | 55,76    | 6.       | 13.      | kiesett | kiesett  |
| Terence Parkin                                                 | 100 m mell             | 1:03,05  | 1.       | 24.      | kiesett  | kiesett  | kiesett  | kiesett | kiesett  |
| Terence Parkin                                                 | 200 m mell             | 2:14,12  | 4.       | 12.      | 2:13,58  | 7.       | 12.      | kiesett | kiesett  |
| Eugene Botes                                                   | 100 m pillangó         | 54,15    | 7.       | 30.      | kiesett  | kiesett  | kiesett  | kiesett | kiesett  |
| Darian Townsend                                                | 200 m vegyes           | 2:07,04  | 7.       | 37.      | kiesett  | kiesett  | kiesett  | kiesett | kiesett  |
| Lyndon Ferns Ryk Neethling Roland Schoeman Darian Townsend     | 4 × 100 m gyorsváltó   | 3:13,84  | 1.       | 1.       |          |          |          | 3:13,17 |          |
| Eugene Botes Terence Parkin Karl Otto Thaning Gerhard Zandberg | 4 × 100 m vegyes váltó | 3:43,94  | 8.       | 13.      |          |          |          | kiesett | kiesett  |

* - egy másik versenyzővel azonos időt ért el

## Vitorlázás
Nyílt
| Versenyző           | Versenyszám | Futam | Futam | Futam | Futam | Futam | Futam | Futam | Futam | Futam | Futam | Futam | Pontszám | Helyezés |
| Versenyző           | Versenyszám | 1     | 2     | 3     | 4     | 5     | 6     | 7     | 8     | 9     | 10    | 11    | Pontszám | Helyezés |
| ------------------- | ----------- | ----- | ----- | ----- | ----- | ----- | ----- | ----- | ----- | ----- | ----- | ----- | -------- | -------- |
| Gareth Blanckenberg | Laser       | 22    | 16    | 31    | 13    | 25    | 11    | 10    | 6     | 19    | 8     | 26    | 156      | 17.      |

## Vívás
Női
| Versenyző                                  | Versenyszám       | Selejtező                          | 32-es főtábla     | Nyolcaddöntő                                                                           | Negyeddöntő       | Elődöntő          | Bronz- mérkőzés   | Döntő             | Helyezés |
| Versenyző                                  | Versenyszám       | Ellenfél Eredmény                  | Ellenfél Eredmény | Ellenfél Eredmény                                                                      | Ellenfél Eredmény | Ellenfél Eredmény | Ellenfél Eredmény | Ellenfél Eredmény | Helyezés |
| ------------------------------------------ | ----------------- | ---------------------------------- | ----------------- | -------------------------------------------------------------------------------------- | ----------------- | ----------------- | ----------------- | ----------------- | -------- |
| Rachel Barlow                              | Párbajtőr, egyéni | Monique Kavelaars (CAN) · 8-14     | kiesett           | kiesett                                                                                | kiesett           | kiesett           | kiesett           | kiesett           | 36.      |
| Natalia Tychler                            | Párbajtőr, egyéni | Ángela María Espinosa (COL) · 8-15 | kiesett           | kiesett                                                                                | kiesett           | kiesett           | kiesett           | kiesett           | 37.      |
| Kelly Wilson                               | Párbajtőr, egyéni | Harada Megumi (JPN) · 6-15         | kiesett           | kiesett                                                                                | kiesett           | kiesett           | kiesett           | kiesett           | 38.      |
| Rachel Barlow Natalia Tychler Kelly Wilson | Párbajtőr, csapat |                                    |                   | Görögország (GRE) · Joána Hrísztu · Dímitra Manganudáki · Katerína Szidiropúlu · 15-34 | kiesett           | kiesett           | kiesett           | kiesett           | 9.       |